# Daniel Unger
Daniel Unger (Ravensburg, 22 maart 1978) is een professioneel triatleet uit Duitsland. Hij werd wereldkampioen triatlon op de olympische afstand. Ook nam hij eenmaal deel aan de Olympische Spelen, maar won hierbij geen medaille.
Unger begon in 1990 met triatlon. Hij staat bekend om zijn sterke loopvermogen. Vanaf 2004 is hij professioneel triatleet. Voor die tijd was hij installateur van gas, water en sanitair. In 2007 werd hij voor eigen publiek in Hamburg wereldkampioen triatlon op de olympische afstand. Met een tijd van 1:43.18 bleef hij de Spanjaard Javier Gomez (zilver; 1:43.22) en de Australiër Brad Kahlefeldt (brons; 1:43.35) voor.
In 2008 vertegenwoordigde hij Duitse op de Olympische Spelen van 2008 in Peking. Met een tijd van 1:49.43,78 moest hij zich tevreden stellen met een zesde plaats.

## Titels
- Wereldkampioen triatlon op de olympische afstand - 2007

## Persoonlijke records
- 100 m zwemmen - 57,08 s
- 200 m zwemmen - 2.01,9
- 1500 m zwemmen - 16.47
- 3000 m hardlopen - 8.27,4
- 10 km hardlopen - 30.21,07

## Belangrijke prestaties

### triatlon
- 1997: 28e WK junioren in Perth - 1:58.47
- 1998: 13e WK junioren in Lausanne - 2:03.35
- 2000: 28e EK olympische afstand in Stein - 1:57.47
- 2001: 12e EK olympische afstand in Karlovy Vary - 2:06.13
- 2001: 22e WK olympische afstand in Edmonton - 1:50.02
- 2002: 4e ITU wereldbekerwedstrijd in Lausanne
- 2002: 7e ITU wereldbekerwedstrijd in Hamburg
- 2002:  ITU wereldbekerwedstrijd in Edmonton
- 2002: 5e WK olympische afstand in Györ - 1:48.16
- 2003:  ITU wereldbekerwedstrijd in Madeira
- 2003: 5e ITU wereldbekerwedstrijd in Madrid
- 2003: 4e ITU wereldbekerwedstrijd in Hamburg
- 2003: 10e ITU wereldbekerwedstrijd in Athene
- 2003: 7e ITU wereldbekerwedstrijd in Nice
- 2003: 23e EK olympische afstand in Karlovy Vary - 1:59.34
- 2003: 17e WK olympische afstand in Queenstown - 1:56.50
- 2004:  EK olympische afstand in Valencia - 1:49.05
- 2004: 47e WK olympische afstand in Funchal - 1:46:13
- 2005: 14e EK olympische afstand in Lausanne - 1:57.15
- 2006: 39e EK olympische afstand in Autun - 2:04.31
- 2006: 8e WK olympische afstand in Lausanne - 1:53.11
- 2007:  EK olympische afstand in Kopenhagen - 1:52.30
- 2007:  WK olympische afstand in Hamburg - 1:43.18
- 2008: 6e Olympische Spelen van Peking - 1:49.43,78
- 2009: 15e ITU wereldbekerwedstrijd in Washington - 1:51.21
- 2009: 51e ITU wereldbekerwedstrijd in Hamburg - 1:52.02
- 2009: 17e ITU wereldbekerwedstrijd in Londres - 1:43.20
- 2009: 5e ITU wereldbekerwedstrijd in Kitzbühel - 1:43.51
- 2010: 18e WK sprintafstand in Lausanne - 54.04

1989: Mark Allen ·
1990: Greg Welch ·
1991: Miles Stewart ·
1992: Simon Lessing ·
1993: Spencer Smith ·
1994: Spencer Smith ·
1995: Spencer Smith ·
1996: Spencer Smith ·
1997: Chris McCormack ·
1998: Spencer Smith ·
1999: Dmitriy Gaag ·
2000: Olivier Marceau ·
2001: Peter Robertson ·
2002: Iván Raña ·
2003: Peter Robertson ·
2004: Bevan Docherty ·
2005: Peter Robertson ·
2006: Tim Don ·
2007: Daniel Unger ·
2008: Javier Gómez ·
2009: Alistair Brownlee ·
2010: Javier Gómez ·
2011: Alistair Brownlee ·
2012: Jonathan Brownlee ·
2013: Javier Gómez ·
2014: Javier Gómez ·
2015: Javier Gómez ·
2016: Mario Mola ·
2017: Mario Mola ·
2018: Mario Mola ·
2019: Vincent Luis ·
2020: Vincent Luis ·
2021: Kristian Blummenfelt